# 尚思紹王
尚思紹（琉球語：／  ?；1354年—1421年）為琉球王國第一尚氏王朝初代國王，1406年至1421年在位。神号君志真物（琉球語：〔〕／ ）。
本名思紹，尚姓為後來所賜。父親鮫川大主，本為葉壁住人，後來遷居至佐敷間切新里村場天之地，與大城按司之女生尚思紹。尚思紹成年之後，遷居苗代村，人稱「苗代大親」（琉球語：／ ）。因他「爲人資質純厚」，被百姓推戴為山南國（南山國）佐敷按司。後來尚思紹見嫡子尚巴志「有治世安民之能」，於是讓位給巴志，自己則退居養老。
1406年，尚巴志擊敗中山王武寧，奉思紹為中山王。尚思紹以巴志為世子，令其執掌政權，中山國逐漸強大起來。1407年，尚思紹派三五良亹向明朝朝貢，明永樂帝封尚思紹為中山王。1416年，尚思紹遣世子尚巴志攻滅北山國。
尚思紹在位期間，也與暹羅保持良好的外交關係。1420年，尚思紹遣使者佳期巴那、通事梁復等人到暹羅國，以行通交之禮。
尚思紹死後，葬於第一尚氏家族的祖墳佐敷極樂陵（佐敷ようどれ，位於今南城市字佐敷仲上原）裡。如今該地區為日本航空自衛隊知念分屯地管轄。

## 家族
- 父 鮫川大主
- 母 大城按司之女
- 妹 場天祝

- 妃 美里子之女
- 子女 尚巴志

## 腳註
1. ↑  該地區原屬佐敷町，2006年併入南城市。
2. ↑   的存檔，存档日期2011-08-25.